# مايك ميتشيل (لاعب كرة قدم أمريكية)
مايك ميتشيل (بالإنجليزية: Mike Mitchell)‏ هو لاعب كرة قدم أمريكية في أمريكي، ولد في 18 أكتوبر 1961 في واكو في الولايات المتحدة.